# 希望～Yell～
《希望～Yell～》是日本男性偶像組合NEWS的首張單曲。

## 概要
- 上一張單曲『NEWS NIPPON』事實上非正式的作品，所以此單曲才是正式在主流音樂市場中的首張單曲。
- 初回生産限定盤及通常盤的封面、內頁及收錄歌曲是不同。

## 收錄歌曲

### 初回生産限定盤
1. 希望～Yell～
  - 作詞・作曲・編曲: 井手コウジ
2. Stand Up!
  - 作詞・作曲: Richard Fairbrass, Fred Fairbrass, Clyde Ward、日本語詞: 黒須チヒロ、編曲: 船山基紀
3. Good News!
  - 作詞・作曲: Shusui, Rui, Fredrik Hult, Stefan Aberg、編曲: Shusui, Fredrik Hult, Stefan Aberg & Hakan Fredriksson
4. 希望～Yell～(伴唱版本)
5. Stand Up(伴唱版本)
6. Good News!(伴唱版本)

### 通常盤
1. 希望～Yell～
2. Stand Up
3. Good News!
4. LET'S GO TO THE PLANETS
  - 作詞・作曲: Shusui, Rui, Stefan Engblom、編曲: 中西亮輔